# Wolbromek

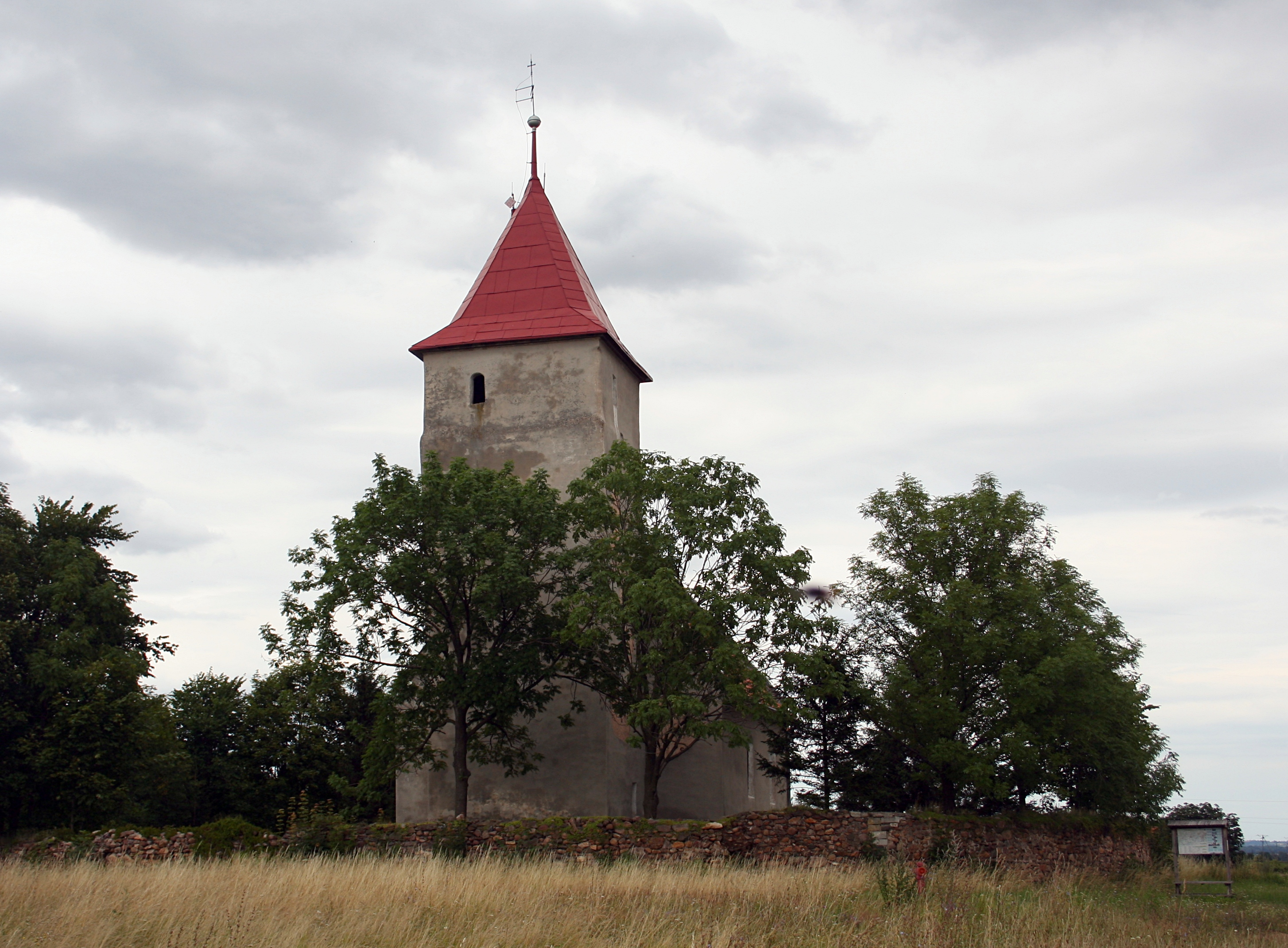
St. Barbara in Wolbromek

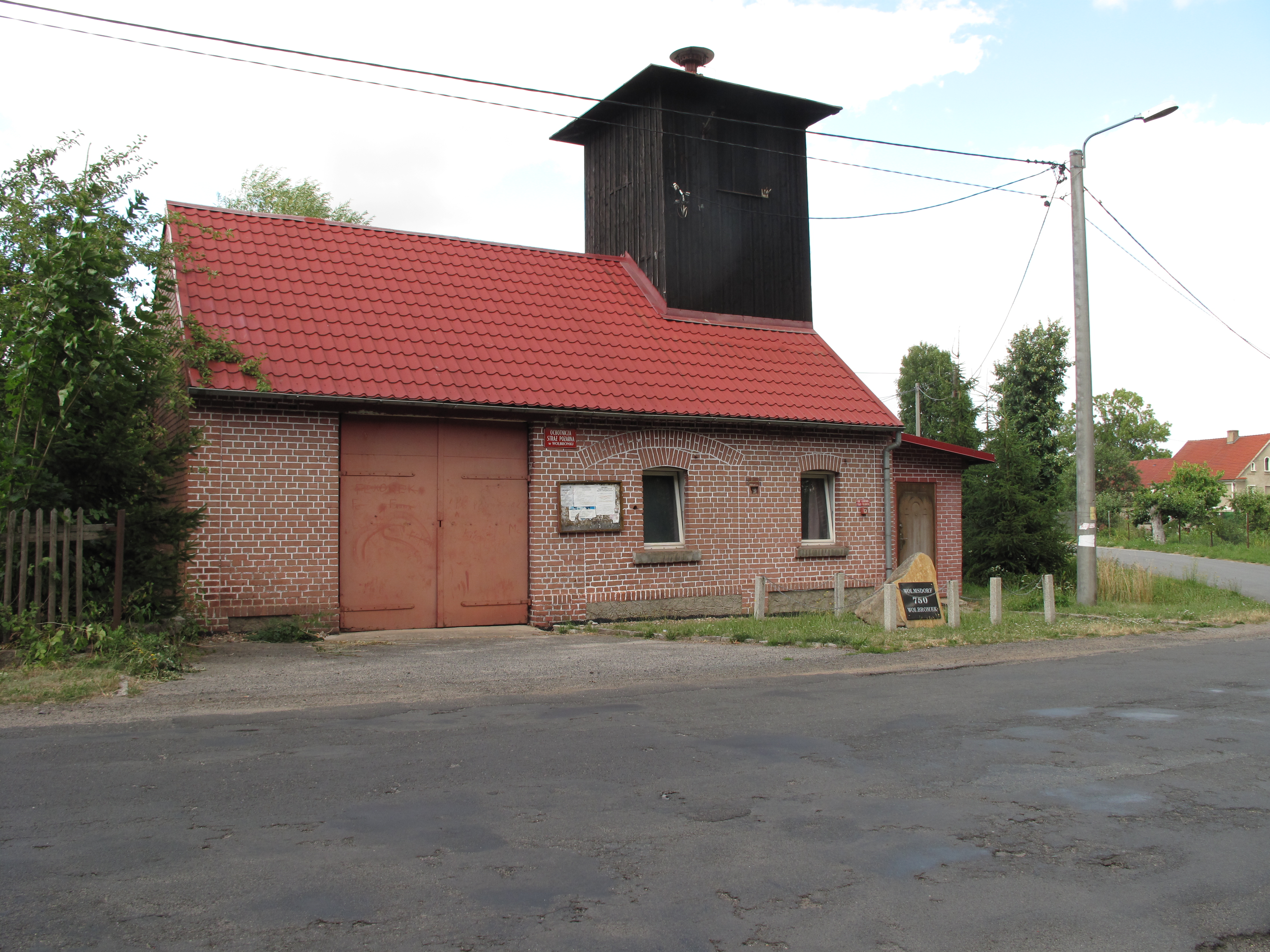
Feuerwehrhaus

Wolbromek (deutsch Wolmsdorf, veraltet auch Wolfmannsdorf) ist ein Ort in der Stadt- und Landgemeinde Bolków (Bolkenhain) im Powiat Jaworski (Kreis Jauer) der Woiwodschaft Niederschlesien in Polen.

## Lage
Wolbromek liegt fünf Kilometer östlich von Bolków (Bolkenhain) und 13 Kilometer südlich von Jawor (Jauer). Nachbarorte sind Świny (Schweinhaus) im Nordwesten, Sady Dolne (Nieder Baumgarten) im Süden, Celów im Nordosten, Kłaczyna (Kauder) im Osten, Bronów (Börnchen) im Südosten.

## Geschichte
Der Ort der im Zuge der Ostkolonisation entstanden sein dürfte, war früher in Nieder-, Ober- und Städtisch-Wolmsdorf unterteilt, letzterer Anteil war Kämmereibesitz von Bolkenhain. 1318 erscheint im Zinsregister des Erzpriesters Gabriel von Rimini ein Theodericus rector ecclesie in Woldrami villa.
Nach dem Ersten Schlesischen Krieg fiel Wolmsdorf 1742 mit dem größten Teil Schlesiens an Preußen und wurde dem Kreis Bolkenhain angegliedert, mit dem es bis zu seiner Auflösung 1932 verbunden blieb. Besitzer von Ober-Wolmsdorf waren Gottfried Wilhelm von Thielisch, 1740 Maximilian von Reibnitz, dem ein Baron von Kottwitz folgte, und 1785 die Frau eines Majors von Kottwitz. Nieder-Wolmsdorf besaß Johann Leoplld von Thielisch, 1654 Hans von Schweichen und 1785 ein Graf von Schweinitz. 1785 waren in Ober-Wolmsdorf ein herrschaftliches Wohngebäude, ein Vorwerk, zwei Schulhäuser, acht Bauern, 16 Gärtner, 18 Häusler, eine Wassermühle und 289 Einwohner. Für Nieder-Wolmsdorf waren es eine katholische, seit der Reformation bis 1654 evangelische Kirche, drei Vorwerke, sechs Bauern, 28 Gärtner, zwölf Häusler, zwei Wassermühlen und 283 Einwohner. 1845 zählten die drei Anteile:
1. Nieder-Wolmsdorf einem Grafen von Schweinitz gehörend: 369 Einwohner (23 katholisch und der Rest evangelisch), evangelische Kirche zu Bolkenhain, eine evangelische Schule mit einem Lehrer und einem Hilfslehrer, eine katholische Majoratskirche (eingepfarrt Ober-, Nieder- und Städtisch-Wolmsdorf sowie Schönthälchen), zwei Wassermühlen mit vier Einwohnern, eine Sägemühle, zwei Wirtshäuser, elf Handwerker und ein Kramer.
2. Ober-Wolmsdorf einem Kaufmann Kramsta gehörend: 62 Häuser, 387 Einwohner (31 katholisch und der Rest evangelisch), ein Vorwerk des Dominiums, eine Wassermühle mit zwei Einwohnern, ein Wirtshaus, zehn Leinwebstühle und 15 Handwerker.
3. Städtisch-Wolmsdorf der Kämmerei von Bolkenhain gehörend mit sechs Häusern, 47 Einwohner (davon fünf katholisch und der Rest evangelisch), eine Tischlerei, ein Leinweber und ein Kramer.

1874 wurde aus den Landgemeinden Groß Waltersdorf, Nieder Hohendorf, Ober Hohendorf, Ober Wolmsdorf, Schweinhaus, Städtisch Wolmsdorf sowie deren Gutsbezirke der Amtsbezirk Wolmsdorf gebildet. In Folge der Auflösung des Kreises Bolkenhain 1932 wurde Wolmsdorf 1933 dem Landkreis Jauer zugeschlagen.
Als Folge des Zweiten Weltkriegs fiel Wolmsdorf 1945 mit fast ganz Schlesien an Polen und wurde in Wolbromek umbenannt. Die deutsche Bevölkerung wurde, soweit sie nicht schon vorher geflohen war, 1945/46 vertrieben. Von 1975 bis 1998 gehörte Wolbromek zur Woiwodschaft Jelenia Góra.

## Sehenswürdigkeiten
- Römisch-katholische Filialkirche St. Barbara aus dem 15. bis 17. Jahrhundert mit Friedhof.[4][5]